# Dystopia (album de Megadeth)
Pour les articles homonymes, voir Dystopia.
Albums de Megadeth
Super Collider
(2013) The Sick, the Dying... and the Dead!
(2022)
Singles
1. Fatal Illusion
Sortie : 2 octobre 2015
2. The Threat Is Real
Sortie : 27 novembre 2015
3. Dystopia
Sortie : 8 janvier 2016

Dystopia est le 15e album studio du groupe américain Megadeth, sorti le 22 janvier 2016. L'album est produit par Dave Mustaine et Toby Wright.

## Album
Quelques mois après la sortie du 14e album de Megadeth, Super Collider, le leader du groupe Dave Mustaine, déclare que lui et le reste des membres ont commencé à discuter autour d'une suite du dernier album. La précipitation de Mustaine est due à la mort soudaine du guitariste de Slayer, Jeff Hanneman, décédé le 2 mai 2013,.
Au mois de juillet 2014, Mustaine annonce qu'il travaille sur une nouvelle démo intitulé Why We Lie to You comparant la structure de la chanson avec celle de Holy Wars... The Punishment Due. Par ailleurs, Ellefson déclara que le groupe allait prendre une approche musicale différente pour le prochain album. Novembre 2014, le batteur Shawn Drover et le guitariste Chris Broderick annoncent leur départ. Malgré ces départs, le bassiste David Ellefson annonce que le groupe prévoit de travailler sur le nouvel album début 2015.
Le groupe commence l'enregistrement de l'album au mois d'avril dans les studios Lattitude South à Leiper's Fork dans le Tennessee. Le groupe présente également sa nouvelle composition, avec Kiko Loureiro en tant que guitariste et Chris Adler à la batterie. Mai 2015, Chris Adler termine tous les enregistrements à la batterie, et Kiko Loureiro, termine également toutes les parties rythmiques à la guitare. Dave Mustaine révèle que le groupe a enregistré 13 titres originaux ainsi que 2 reprises, reprenant Melt the Ice Away du groupe Budgie et Foreign Policy du groupe Fear. Les quinze titres de l'album sont révélés le 28 juillet, indiquant une possible sortie du disque en fin d'année 2015 ou éventuellement au début de l'année 2016.

### Chansons
Au mois de juillet 2014, Dave Mustaine annonçait qu'il éditait une démo pour une nouvelle chanson intitulée Why We Lie to You. Mustaine décrit la chanson comme si Jack Bauer faisait partie d'un groupe, de quoi il chanterait, comparant Why We Lie to You à la structure du titre Holy Wars... The Punishment Due.
Le titre Poisonous Shadows comporte une partie de piano jouée par Kiko Loureiro et accompagnée d'un arrangement orchestral de Ronn Huff.

## Récompenses
En 2017, le groupe remporte les Grammy Awards avec Meilleure Prestation Metal pour le morceau-titre Dystopia.

## Liste des titres
Toutes les paroles ont été écrites par Dave Mustaine, sauf Foreign Policy, écrites par Lee Ving.
| No | Titre               | Musique                      | Durée |
| -- | ------------------- | ---------------------------- | ----- |
| 1. | The Threat is Real  | Dave Mustaine                | 4:22  |
| 2. | Dystopia            | Dave Mustaine                | 5:00  |
| 3. | Fatal Illusion      | Dave Mustaine                | 4:16  |
| 4. | Death from Within   | Dave Mustaine                | 4:48  |
| 5. | Bullet to the Brain | Dave Mustaine                | 4:29  |
| 6. | Post-American World | Dave Mustaine, Kiko Loureiro | 4:25  |

| No  | Titre                             | Musique                      | Durée |
| --- | --------------------------------- | ---------------------------- | ----- |
| 7.  | Poisonous Shadows                 | Dave Mustaine, Kiko Loureiro | 6:02  |
| 8.  | Conquer... or Die! (instrumental) | Dave Mustaine, Kiko Loureiro | 3:33  |
| 9.  | Lying in State                    | Dave Mustaine                | 3:34  |
| 10. | The Emperor                       | Dave Mustaine                | 3:54  |
| 11. | Foreign Policy (reprise de Fear)  | Lee Ving                     | 2:28  |
| 12. | Me Hate You (titre bonus Japon)   | Dave Mustaine                | 4:44  |

## Composition du groupe
| Megadeth - Dave Mustaine : chants, guitare - David Ellefson : basse - Kiko Loureiro : guitare, piano sur Poisonous Shadows - Chris Adler : batterie | Musiciens additionnels - Steve Wariner : guitare - Ronn Huff : arrangement orchestral sur Poisonous Shadows - Toby Wright : producteur - Josh Wilbur : mixage |